# Zetela kopua
Zetela kopua är en snäckart som beskrevs av B.A. Marshall 1999. Zetela kopua ingår i släktet Zetela och familjen pärlemorsnäckor. Inga underarter finns listade i Catalogue of Life.